# Candice McLeod
Candice McLeod (15 de noviembre de 1996) es una deportista jamaicana que compite en atletismo, especialista en las carreras de relevos.
Participó en los Juegos Olímpicos de Tokio 2020, obteniendo una medalla de bronce en la prueba de 4 × 400 m. Ganó dos medallas de plata en el Campeonato Mundial de Atletismo, en los años 2022 y 2023.

## Palmarés internacional
| Juegos Olímpicos   | Juegos Olímpicos        | Juegos Olímpicos  | Juegos Olímpicos |
| Año                | Lugar                   | Medalla           | Prueba           |
| ------------------ | ----------------------- | ----------------- | ---------------- |
| 2020               | Tokio (Japón)           | Medalla de bronce | 4 × 400 m        |
| Campeonato Mundial |                         |                   |                  |
| Año                | Lugar                   | Medalla           | Prueba           |
| 2022               | Eugene (Estados Unidos) | Medalla de plata  | 4 × 400 m        |
| 2023               | Budapest (Hungría)      | Medalla de plata  | 4 × 400 m        |